# Contracte d'integració ramadera

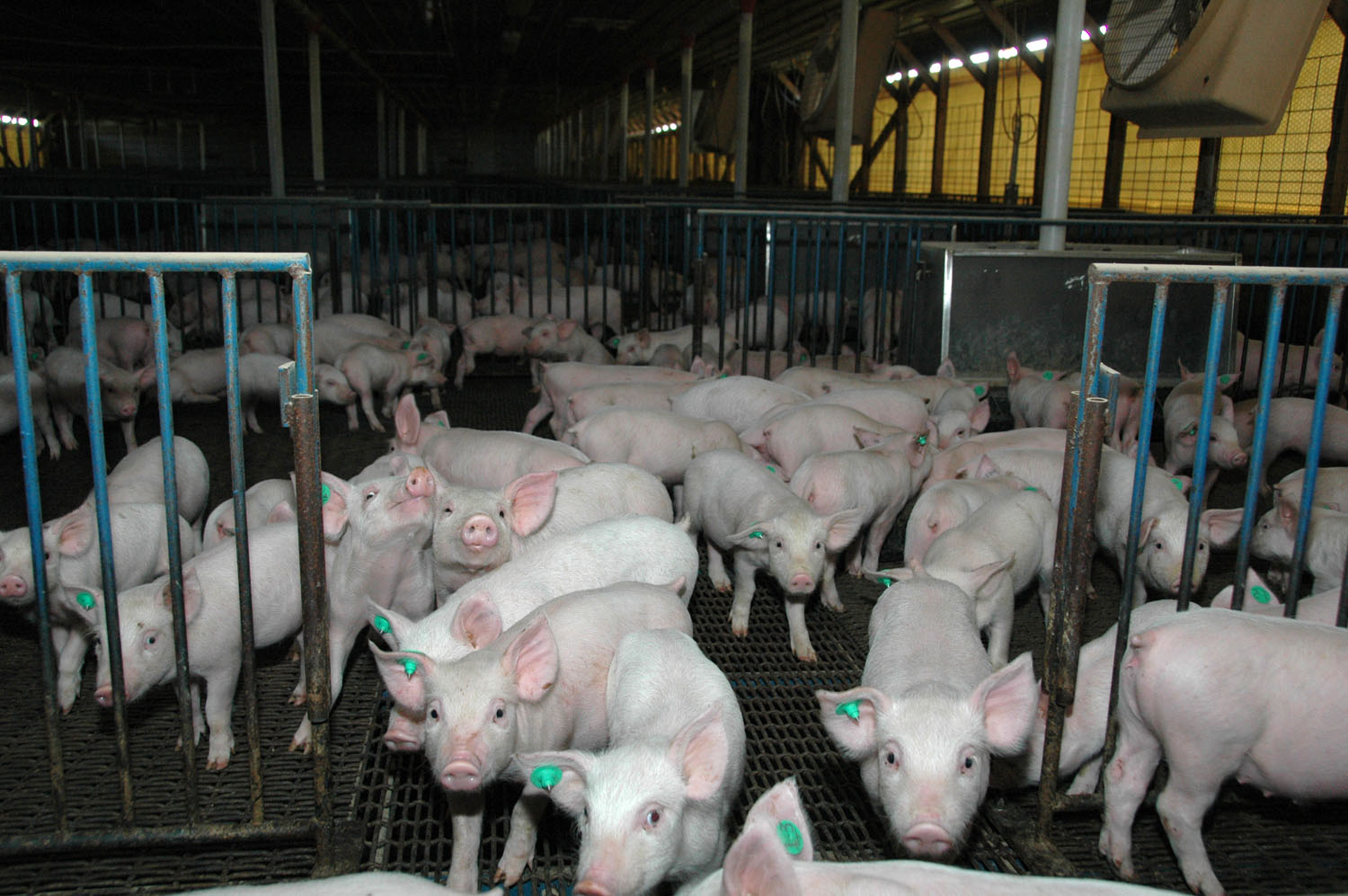
Garrins destinats a engreix

Un contracte d'integració ramadera és un sistema de gestió de les explotacions ramaderes destinat a obtenir productes pecuaris en col·laboració formalitzada mitjançant un contracte entre dues parts:
- L'integrador, habitualment una empresa agroindustrial (fabricant de pinsos, indústria càrnia), que proporciona els animals, els aliments (pinso) i altres mitjans de producció o serveis.
- L'integrat, habitualment un ramader individual, que aporta la feina necessària per a la cura i el manteniment del bestiar així com les instal·lacions (granja, finca) i la resta de béns i serveis necessaris. A canvi d'aquesta feina, l'integrat rep una retribució de l'integrador que pot ser una quantitat per unitat de producte, una participació en el preu de venda o similars.

Des del punt de vista del règim de tinença del bestiar, la propietat del bestiar és de l'integrador, que la cedeix en dipòsit a l'integrat mentre dura el contracte. Això diferencia el sistema d'integració de la ramaderia independent. Un productor independent és propietari dels animals i de les instal·lacions i, normalment, gestiona ell mateix la compra de pinso i altres subministraments necessaris per a la producció, així com la comercialització dels productes obtinguts. En canvi, el productor integrat aporta les instal·lacions (edificis, materials) i assumeix les despeses associades a aquestes instal·lacions (energia, aigua, reparacions, etc.) i la mà d'obra (familiar o assalariada), es fa càrrec de la gestió dels residus generats (purins, cadàvers, etc.), però en aquest cas és l'integrador el que facilita els factors de producció (animals, aliments, medicaments, etc.).
Els contractes d'integració són més habituals els sectors ramaders més intensius i industrialitzats, com el sector porcí o el de l'aviram, i sobretot en la fase d'engreix. Els contractes solen ser per cicle d'engreix o anuals. Des d'un punt de vista econòmic, suposa una integració vertical en el sector de la producció de carn.

## El sistema d'integració ramadera a Catalunya

### Desenvolupament i importància econòmica
El sistema d'integració ha anat lligat al desenvolupament de la ramaderia intensiva a Catalunya.
La ramaderia intensiva a Catalunya neix els anys 1950 en un context de crisi del model de ramaderia tradicional, que es basava en el fet que la mateixa explotació agrària subministrava els aliments per al bestiar, i es passa a un altre model en què els aliments venen de fora de l'explotació, sobretot en forma de pinsos compostos. Aquesta ramaderia intensiva exigeix fer front al finançament del bestiar i de la seva alimentació durant el procés productiu, i això no estava a l'abast de petits i mitjans ramaders. En aquesta situació sorgeix el model d'integració, en el que l'empresa integradora esdevenia la propietària dels animals i es feia càrrec d'aportar el pinso i la comercialització. El petit pagès aportava la granja i la mà d'obra per a l'engreix.
El sistema d'integració es va estendre ràpidament en explotacions agràries de petita i mitjana dimensió com una via per a incrementar les seves rendes i diversificar-ne l'activitat. Suposava uns ingressos complementaris mitjançant una producció «fàcil» (no requereix una elevada professionalització) i de baix risc, ja que l'integrador assumeix els riscos de la comercialització del producte final (oscil·lacions cícliques de preus sobretot). Les empreses integradores, per la seva part, s'asseguren la venda de la seva producció de pinsos, tenen més volum i, per tant, més poder de negociació davant dels escorxadors, poden augmentar la producció sense haver de fer inversions quantioses (ja que les instal·lacions són a càrrec de l'integrat), i a més externalitza la mà d'obra i els costos laborals, així com els costos mediambientals derivats de la producció porcina.
Finalment la indústria càrnia també van veure’s indirectament afavorida pel model d'integració, ja que el ràpid creixement del sector porcí els va abastir de matèria primera a bon preu, permetent-los, en una primera etapa, satisfer la creixent demanda interna de carns, i posteriorment, a partir dels anys noranta, posicionar-se amb èxit als mercats internacionals. El sistema de contractes d'integració és a la base del desenvolupament i la importància del sector porcí i carni a Catalunya, i la seva competitivitat a nivell internacional.
Els contractes d'integració tenen una àmplia difusió en la ramaderia intensiva a Catalunya i han configurat un model de producció «singular». El 2010, el 73,4% de les granges d'engreix de porcí estaven integrades. el 23,8% de les granges de truges estan integrades En altres països productors, la integració ha tingut més limitacions i ha existit un cert rebuig social al model. El model català presenta una sèrie de singularitats que el fan diferent de la resta de models d'altres països productors. En primer lloc, pel pes de la integració que, a Catalunya, és molt superior al d'altres països. El predomini de la integració al model català no es dona als Estats Units ni als altres grans països productors. En segon lloc, en el model català, l'empresa integradora és la propietària del bestiar; en altres països l'habitual és que el ramader sigui el propietari dels animals. Una altra diferència significativa és que, mentre que en el model català els integradors són les empreses de pinsos, en el model americà i europeu predominen els escorxadors — indústria càrnia. Entre els principals productors europeus (Alemanya, Dinamarca), també hi predomina la integració amb els escorxadors.

#### Crítiques al sistema
Des d'alguns àmbits, en particular des de la ramaderia independent, s'ha criticat alguns aspectes del sistema d'integració:
- la pèrdua de la capacitat decisòria del pagès sobre la seva producció ramadera.
- la creació de forts vincles de dependència entre els ramaders porcins i la indústria agroalimentària, pinsos, especialment. relacions eren profundament «desiguals»; gairebé podem caracteritzar-les com a relacions de «dominació».[1]
- la desvinculació entre l'explotació ramadera i la terra. L'alimentació animal ja no prové de l'explotació, es trenca la tradicional simbiosi entre explotació agrícola i explotació ramadera. Aquesta «desvinculació» està en l'origen dels problemes mediambientals actuals, particularment la contaminació provocada per la sobre-utilització de purins com a adob.

## Regulació legal a Catalunya
A Catalunya, els contractes d'integració no s'han regulat fins fa ben poc. L'any 1984 es va promulgar una primera llei de contractes d'integració (Llei 24/1984, del 28 de novembre) amb la finalitat de disposar d'una normativa general i supletòria de la diversitat de contractes existents, molts d'ells de caràcter verbal, per a donar transparència a les relacions i seguretat a les parts interessades. El 2005 es va promulgar la Llei 2/2005 en la que s'aprofundeix en la regulació d'aquest tipus de contractes, amb l'objectiu de dotar de més seguretat jurídica a les parts, i de definir un model de contracte que reculli de forma més específica la responsabilitat de cadascuna de les parts en aspectes com sanitat, la gestió mediambiental i altres. A l'estat espanyol no hi ha cap altra normativa específica.
Principals aspectes normatius:
- El contracte ha se ser per escrit i basant-se en un model homologat de contracte definit pel departament d'Agricultura. Els contractes d'integració han de contenir com a mínim:
  - Els pactes econòmics, els quals s'han de fixar en funció de la producció obtinguda o el nombre d'animals sortits en el període o la retribució a tant fix per plaça i període calculats en funció de la capacitat de producció de la granja i dels costos dels serveis assumits per les parts, en concret dels costos derivats de la gestió de les dejeccions ramaderes i altres obligacions ambientals, i d'altres drets que es considerin.
  - El sistema de compensació mútua pels danys ocasionats per la mort o el sacrifici del bestiar o per la interrupció del contracte per causes alienes a les parts, en supòsits de cas fortuït o per causa de força major, en funció del valor dels animals afectats i de les despeses o inversions efectuades per les parts sobre aquests.
  - Fixació de les obligacions que corresponen respectivament a l'integrador i a l'integrat.
    - Obligacions de l'integrat:
      - maneig i cura del bestiar: efectuar totes les actuacions necessàries per a la cura del bestiar, especialment pel que fa a alimentació, beguda, sanitat i benestar, i seguir els plans sanitaris i de maneig establerts per l'integrador, en cas que així s'hagi pactat
      - mantenir l'explotació, els espais i les instal·lacions en les condicions ambientals d'higiene i sanitat adients.
      - comunicar a l'integrador tota sospita de malaltia infecciosa que afecti els animals.

    - Obligacions de l'integrador
      - aportar els animals, els aliments i altres subministraments o serveis necessaris.
      - retirar els animals per a la seva comercialització.

  - Altres obligacions que s'han d'estipular en el contracte:
    - el subministrament dels aliments, els productes zoosanitaris, els serveis d'atenció veterinària i els altres béns o serveis que calguin per a la producció, en les condicions de qualitat i sanitat adients.
    - la direcció i la gestió sanitària de l'explotació.
    - el compliment de les obligacions de benestar i sanitat animal exigides per la normativa sectorial, el dels programes d'actuació agroambientals i el de les bones pràctiques ramaderes.
    - la gestió de les dejeccions ramaderes establerta pel pla de gestió corresponent, i també de la resta de subproductes ramaders o residus generats per l'explotació i el cost que se'n deriva, d'acord amb la normativa sectorial d'aplicació.

  - Obligació de comunicació registral: l'integrador i l'integrat han de comunicar per escrit al departament la signatura del contracte. que s'inscriu en un registre específic de contractes d'integració que s'integra dins del Registre d'Explotacions Agràries de Catalunya.
  - La Junta Arbitral de Contractes d'Integració de Catalunya és l'òrgan de naturalesa arbitral competent per a resoldre totes les qüestions litigioses relacionades amb els contractes d'integració.